# 일본국 헌법 제95조
일본국 헌법 제95조(일본어: 日本国憲法第95条)은 일본국 헌법 제8장 "지방 자치"의 조문 중 하나이다. 특별법의 주민 투표에 대해 규정하고 있다.

## 조문
일본국 헌법 제95조
한 지방 자치 단체에만 적용되는 특별법은 법률이 정하는 바에 의하여 그 지방 자치 단체 주민의 투표에서 과반수의 동의를 얻지 아니하면 국회는 이를 제정할 수 없다.

## 해설
전국이 아닌 특정 지방자치단체에만 적용되는 특별법의 경우 해당 지방자치단체의 주민투표에서 과반수의 동의를 얻지 못하면 국회는 이를 제정할 수 없도록 함으로써 지역의 문제는 해당 지역 주민의 의사에 따라 결정해야 한다는 풀뿌리 민주주의의 근거가 된다고 볼 수 있다.